# Tomé-Açu
Tomé-Açu är en kommun i Brasilien.   Den ligger i delstaten Pará, i den nordöstra delen av landet, 1 500 km norr om huvudstaden Brasília. Antalet invånare är 56 514.
Följande samhällen finns i Tomé-Açu:
- Tomé Açu

I omgivningarna runt Tomé-Açu växer i huvudsak städsegrön lövskog. Runt Tomé-Açu är det glesbefolkat, med 9 invånare per kvadratkilometer.